# L.A. Noire
L.A. Noire – przygodowa gra akcji wyprodukowana przez australijskie studio Team Bondi i wydana przez Rockstar Games. Początkowo zapowiedziana jako gra przeznaczona wyłącznie na PlayStation 3, ukazała się również na konsolę Xbox 360. 23 czerwca 2011 roku autorzy zapowiedzieli, że L.A. Noire trafi również na komputery osobiste. Premiera miała miejsce 11 listopada 2011. 14 listopada 2017 wydano reedycję gry na platformy Xbox One, PlayStation 4 oraz Nintendo Switch.

## Fabuła
Akcja gry toczy się w 1947 roku w Los Angeles, mieście przepychu, sławy i bogactwa, lecz także przestępstwa oraz korupcji. Gracz wciela się w rolę Cole'a Phelpsa, oficera LAPD, który z czasem awansuje w szeregach oddziału. Phelps wstępuje do policji, aby odkupić winy popełnione podczas II wojny światowej. Zaczyna jako policjant patrolujący ulice, aby w miarę postępów zmieniać specjalność.

## Rozgrywka
Gra łączy w sobie rozgrywkę wymagającą rozwiązywania zagadek z szybkimi scenami akcji, w których bohater może poruszać się zarówno pieszo, jak i w samochodzie. Oprócz misji fabularnych gracz może również rozwiązywać misje poboczne. W L.A. Noire nie można stwarzać chaosu na ulicy albo zabijać przechodniów, ponieważ Phelps pracuje w policji.
Gra opiera zarówno swoją fabułę jak i wizualne efekty na filmach noir – stylizowanych filmach z lat 40. i 50. XX wieku, które łączyła podobna estetyka i motywy, jak przestępstwa, seks oraz moralne wybory. Kręcone były głównie na czarno-białej taśmie i w stonowanym oświetleniu. Gra wykorzystuje charakterystyczne barwy, które starają się oddawać klimat filmu noir. Ważnym elementem – zarówno w filmach, jak i grze – jest jazzowa ścieżka dźwiękowa, która towarzyszy graczowi praktycznie przez cały czas.

## Technologia
W L.A. Noire wykorzystywana jest również technologia oświetlenia globalnego w czasie rzeczywistym, jak również technologia MotionScan, w której aktorzy nagrywani są przez 32 kamery, aby jak najwierniej oddać ruchy i mimikę postaci.

## Zawartość do pobrania
Lista wydanych DLC:
- A Slip of the Tongue Traffic Case – wydany 1 czerwca 2011 dodatek zawiera dodatkową sprawę do rozwiązania.
- Nicholson Electroplating Disaster” Arson Case – wydany 21 czerwca 2011 dodatek zawiera dodatkową sprawę do rozwiązania.
- Reefer Madness Vice Case – wydany 12 lipca 2011 dodatek zawiera dodatkową sprawę do rozwiązania.
- The Naked City Vice Case – wydany 1 czerwca 2011 dodatkową sprawę do rozwiązania.
- The Badge Pursuit Challenge & Button Man Suit – wydany 1 czerwca 2011 dodatek zawiera wyzwanie polegające na odnalezieniu 20 policyjnych odznak, odblokowujące garnitur przynoszący dodatkową amunicję dla wszystkich broni.
- The Broderick Detective Suit – wydany 1 czerwca 2011 dodatek zawiera dodatkowy garnitur zwiększający odporność na obrażenia i ulepszający zdolności walki wręcz.
- The Chicago Piano – wydany 1 czerwca 2011 darmowy dodatek zawiera dodatkowy karabin maszynowy Chicago Piano.
- The Sharpshooter Detective Suit – wydany 1 czerwca 2011 dodatek zawiera dodatkowy garnitur zwiększający celność przy strzelaniu z pistoletów i strzelb.